# Silent Hill (jogo eletrônico)
Silent Hill (サイレントヒル, Sairento Hiru) é um jogo eletrônico de survival horror publicado pela Konami e desenvolvido pela Team Silent, um grupo da Konami Computer Entertainment Tokyo. Foi lançado para o PlayStation na América do Norte em 23 de fevereiro de 1999, e no Japão e na Europa mais tarde naquele ano. Silent Hill emprega uma visão em terceira pessoa e ambientes tridimensionais em tempo real. Os desenvolvedores usaram a névoa e a escuridão para disfarçar as limitações de hardware do PlayStation. Ao contrário dos jogos anteriores de survival horror que se concentravam em protagonistas com treinamento em combate, o personagem do jogador de Silent Hill é um homem comum.
O jogo segue Harry Mason enquanto ele procura por sua filha na cidade americana fictícia de Silent Hill. No decorrer do enredo, Harry descobre a verdade sobre a cidade e um culto religioso que deseja realizar um ritual para trazer uma divindade à terra. O jogo possui cinco finais, que são obtidos de acordo com as ações tomadas pelo jogador, incluindo um final piada.
Silent Hill recebeu críticas positivas dos críticos e foi um sucesso comercial. O jogo é considerado um dos mais importantes no gênero de survival horror, afastando-se de elementos de terror de filmes B e focando em um estilo de terror psicológico que enfatiza a atmosfera. Várias adaptações de Silent Hill foram lançadas, incluindo uma visual novel, um filme live-action e uma reimaginação, intitulada Silent Hill: Shattered Memories.  A sequência direta do jogo, Silent Hill 3, foi lançada em 2003, enquanto seu predecessor Silent Hill: Origins foi lançado em 2007.

## Enredo
Sete anos atrás, Harry Mason e sua esposa encontraram um bebê numa estrada e o adotaram como se fosse sua filha. Eles deram o nome de Cheryl a ela. Mesmo depois que sua esposa faleceu, Harry continuou a amar Cheryl como sua própria filha.
No começo do jogo, nós encontramos Harry Mason e Cheryl, de férias, indo para Silent Hill. Estranhos eventos ocorrem antes que eles entrem na cidade. Uma policial, numa moto, passa à frente deles. Momentos depois, Harry vê a moto caída na beira da estrada e a policial não está em parte alguma. Logo depois, uma figura de uma garota subitamente aparece na estrada. Harry tenta desviar, derrapa o carro e desmaia. Quando retorna a consciência, Harry descobre que Cheryl se perdeu e ele se percebe no meio de um mal que devagar envolve Silent Hill, sem saber que a única maneira de sair dali é pelo sacrifício da própria filha.
A cidade de Silent Hill é dividida em três partes distintas: a Silent Hill normal, a Silent Hill escura e a Silent Hill alternativa. As leis da física parecem não existir na realidade alternativa, na qual a cidade mergulha de vez em quando. O chão é feito de grade sem nenhum tipo de sustentação visível (como se a cidade flutuasse, talvez para mostrar que aquela realidade não é física nem real), portas levam a lugares distantes (às vezes, separados até mesmo por quilômetros), mesmo sem energia elétrica aparente, TVs e sons se ligam quando bem entendem e a lanterna e o rádio de Harry, apesar de portáteis, não conseguem acabar com as baterias.
Em Silent Hill, a personagem Alessa Gillespie e sua mãe Dahlia Gillespie são mostradas juntamente com outros personagens, tentando reviver o antigo culto da cidade. Dahlia tenta queimar sua filha, que tem poderes psíquicos e é chamada de bruxa no colégio, dentro de casa em sacrifício ao antigo deus do culto, Samael. Com quase 100% do corpo queimado e dominada por ódio, Alessa é levada ao Hospital Alchemilla, onde é colocada em um quarto obscuro de uma ala subterrânea para ser "tratada" e oferecida novamente em sacrifício. Mas, com seus poderes, Alessa divide sua alma em dois. Uma metade fica no hospital, dormente, sofrendo e tendo pesadelos constantes, e a outra metade é entregue nas mãos de Harry Mason e sua esposa.
Sua enfermeira pessoal, Lisa Garland, diz em um registro em video que não entende como o corpo de Alessa consegue se manter vivo com tantas queimaduras. Esta por outro lado, tem sua memória afetada durante a época de cuidado intensivo de Alessa por terem lhe sido administradas drogas pelo diretor do hospital, Dr. Michael Kauffman, que tem uma ligação de benefícios com Dahlia Gillespie.
Quando Cheryl é levada à cidade de Silent Hill, já com sete anos de idade, estranhos acontecimentos ocorrem. Alessa, já com 14 anos, acorda e sai do hospital para encontrar a sua metade. Isso ocorre quando Harry entra em um beco e é atacado por pequenos monstros chamados "Mumblers". Perdendo a consciência, ele é encontrado por Cybil Benett, a policial que ultrapassou o carro de Harry no início do jogo. Ai se inicia uma busca por sua filha perdida, que não tendo sucumbido totalmente a vontade de Alessa, deixa bilhetes para o pai, para que ele consiga seguí-la.
O Flauros é um objeto que pode acabar com os poderes de Alessa, assim como o Aglaophotis, que é apenas uma mistura de ervas sem valor no mundo real, mas que Alessa acredita ser fatal (juntamente com o Flauros, que ela acredita trazer os poderes de Metatron) e sendo criadora do submundo (devido aos pesadelos constantes que viveu durante tantos anos e que agora foram externados com a ajuda da sua outra metade), estas ervas e o Flauros são realmente fatais para os monstros.

## Lançamento
Silent Hill foi lançado para o PlayStation na América do Norte em 31 de janeiro de 1999; no Japão, em 4 de março de 1999; e na Europa em 1 de agosto de 1999. Foi incluído no conjunto completo japonês de Silent Hill em 2006. Em 19 de março de 2009, Silent Hill ficou disponível para download na loja do PlayStation 3 da European PlayStation Network e no PlayStation Portable. Dois dias depois, o jogo foi removido devido a "circunstâncias imprevistas". Em 10 de setembro de 2009, Silent Hill foi lançado na PlayStation Network na América do Norte. Em 26 de outubro de 2011, foi relançado na Rede da PlayStation européia.

## Trilha sonora
A trilha sonora original de Silent Hill composta por Akira Yamaoka, foi lançada no Japão no dia 5 de Março de 1999 e foi catalogada com o número KICA-7950.

## Recepção
Silent Hill recebeu geralmente críticas positivas, ganhando um agregado de 86/100 no site de classificações Metacritic. O jogo vendeu mais de dois milhões de cópias, o que rendeu a Silent Hill um lugar nos lançamentos orçamentários da PlayStation Greatest Hits.